# Derib
Derib   (La Tour-de-Peilz, 8 d'agost de 1944) nom artistic de Claude de Ribaupierre,  és un autor de còmic suís. És sobretot conegut per les sèries Buddy Longway i Yakari i també per una gran saga índia: Celui qui est né deux fois i Red Road. Ha fet també còmics per ajudar els joves amb problemes: Jo (sobre la sida), No Limits (sobre la violència juvenil) o Pour toi Sandra (sobre la violència sexual i la prostitució).

## Biografia
Fill del pintor i artista François de Ribaupierre, en la seva família no es va veure malament que Claude volgués abandonar l'escola després dels estudis obligatoris per dedicar-se al còmic. Des de petit, el seu pare el va ensenyar a dibuixar i se li va despertar l'interès per la natura i pels cavalls amb les estades en les muntanyes suïsses. Després de l'escola, el 1965 Derib es va traslladar a Brussel·les i va ingressar a l'estudi de Peyo, on va treballar fins al 1970 amb Els Barrufets. Allà va crear les seves primeres sèries pròpies.
Després de tornar a Suïssa el 1970, va crear la sèrie Yakari, junt amb Job. Derib va continuar després creant altres sèries amb el tema dels indis, particularment els sioux. La seva sèrie més coneguda és Buddy Longway, publicada a partir de 1972; tracta de la vida d'un tramper casat amb una índia, la Chinook, que aprèn a respectar la vida i costums dels indis. També la trilogia sobre un indi xaman del segle xix (Celui qui est né deux fois), que es continua en la tetralogia Red Road, ambientada en el segle xx, on un noi sioux de 16 anys que viu en una reserva (amb tots els problemes d'alcoholisme, atur, etc) reprèn el camí del seu antecessor. Les sèries, doncs, tracten del genocidi dels indis i de les seves conseqüències actuals. Un element constant en els seus dibuixos són els cavalls.
Les publicacions dels darrers anys han tractat també temes suïssos: Tu seras reine, sobre la vida a la vall d'Hérens (Valais) (amb les vaques d'Hérens i els combats per esdevenir reina), Le galop du silence, sobre els cavalls de les Franches Montagnes, o La Patrouille, que reprèn la noia protagonista de Tu seras reine i se centra en l'esquí de muntanya amb la participació a la cursa de la Patrouille des Glaciers.

## Publicacions
- Attila (dibuix), amb Maurice Rosy (guió), Dupuis, 4 volums, 1969-1974.
- Yakari (dibuix), amb Job (guió), Le Lombard, 39 volums, 1973-2016.
- Buddy Longway, Le Lombard, 20 volums, 1974-2006.
- Arnaud de Casteloup (dibuix), amb Charles Jadoul, (guió), Éditions Albin Michel i Bédéscope, 2 volums, 1975-1980.
- Les Ahlalàààs : L'Impossible Ascension, Dargaud, 1977.
- Go West, Dargaud, 1979.
- Jacky et Célestin (guió amb Peyo i Gos), amb François Walthéry (dibuix), Dupuis, col·lecció "Péchés de jeunesse", 1982.
- L'aventure d'une BD amb Pernin, Le Lombard, col·lecció Phylactère, 1982.
- Celui qui est né deux fois, Le Lombard, 3 volums, 1983-1985.
  - Pluie d'orage, 1983. (ISBN 2-8036-0410-8)
  - La danse du soleil, 1984. (ISBN 2-8036-0442-6)
  - L'arbre de vie, 1985. (ISBN 2-8036-0496-5)
- Poulain mon ami, Le Lombard, 1985.
- L'Homme qui croyait à la Californie, Le Lombard, col·lecció "Histoires et légendes", 1987.
- Red Road, Le Lombard, 4 volums, 1988-1998.
  - American Buffalos, Cristal BD, 1988. (ISBN 2-88326-000-1)
  - Business Rodeo, Le Lombard, 1993. (ISBN 2-8036-1053-1)
  - Bad lands, Le Lombard, 1995. (ISBN 2-8036-1102-3)
  - Wakan, Le Lombard, 1998. (ISBN 2-8036-1276-3)
- Pythagore (dibuix), amb Job (guió), Alpen Publishers, 3 volums, 1988-1990.
- Jo, Association de prévention du Sida, 1990.
- Pour toi Sandra, Mouvement du nid, 1996.
- No Limits, Le Lombard, col·lecció « Signé », 2000.
- Dérapages, Mouvement du nid, 2010.
- Tu seras reine, Le Lombard + AS'Créations, 2012.
- Le galop du silence, AS'Créations, 2015.
- La patrouille, AS'Créations, 2018.
- Ferdinand Hodler, une vie d'artiste, AS'Créations, 2018.

## Premis
- 1975:  Grand Prix Saint-Michel per Chinook (primer tom de Buddy Longway)
- 1978:  Premi al dibuixant estranger al festival d'Angoulême[2]
- 1979:  Premi especial del jurat a la Triennale de Mons per L'Eau de feu (tom 8è de Buddy Longway)
- 1983:  Prix Jeunesse del festival d'Angoulême pour Yakari, tom 6
- 1984:  Premi dels lectors de Bédésup, categoria « meilleur album de western », per Pluie d'orager[3]
- 1994:  Premi Max et Moritz a la millor publicació de còmic importada per Red Road
- 1998:  Premi del jurat per Pour toi Sandra